# دی‌ای‌آر ۹ سینیجر
دی‌ای‌آر ۹ سینیجر (به انگلیسی: DAR_9_Siniger) یک هواگرد ملخ‌پیشین تک‌موتوره از نوع آموزشی ورزشی ساخت شرکت Darzhavna Aeroplanna Rabotilnitsa (DAR) است. این هواگرد در سال ۱۹۴۰ میلادی رسماً معرفی گردید. در مجموع، تعداد ۴۲ فروند از این هواگرد ساخته شده‌است.